# Черноморский рейд (фильм)
«Черноморский рейд» (англ. Black Sea Raid или Special Forces) — кинофильм режиссёра Йено Ходи.

## Сюжет
События фильма разворачиваются в 90-х годах. Чеченские террористы захватывают в Москве гражданку США и держат её в автобусе недалеко от Красной площади. Под видом журналиста к ним приходит агент ЦРУ Рик Хэлси, который освобождает заложницу и ликвидирует преступников. После выполнения задания с ним связывается его давний товарищ Иван Поровский, с которым они участвовали в военных операциях в Афганистане. Его бывшая жена, Наталья Поровская, которая работала физиком-ядерщиком в Грозном, узнала о пропаже ядерной боеголовки с военных складов. Коррумпированные военные во главе с генералом Азимовым похищают её и кладут в психиатрическую клинику. Иван просит Рика о помощи, но в момент разговора на них нападают киллеры. Рику удаётся убить их, но Иван получает смертельное ранение и умирает.
Рик едет в Вашингтон и просит дать разрешение на проведение спасательной операции. Официально директор ЦРУ отказывает ему, однако даёт деньги на сбор группы, которая отправится в Россию за Натальей. В команду входят сам Рик, братья-каратисты Билли и Джоуи, и эксперт по транспорту Нил. Вчетвером они высаживаются на побережье Чёрного моря в Краснодарском крае и едут в город Темрюк, где находится психиатрическая клиника. Они обращаются к местному дельцу Леониду Верчику, который рассказывает, где купить вооружение и взрывчатку, а также сам присоединяется к группе. Под покровом ночи они проникают на охраняемую территорию клиники, замаскировавшись под сотрудников службы энергоснабжения. Освободив Наталью, команда с боем прорывается к выходу.
Рик, Наталья, Нил, Билли и Джоуи (на этот раз замаскировавшись под офицеров) в поисках боеголовки приезжают на военную базу. Там они узнают, что ядерная боеголовка всего час назад была отправлена в Сочи. Рик раскрывает себя, заговорив по-английски, и группе приходится вступить в бой с ротой российских солдат. Им удаётся уйти от преследования, убив нескольких солдат в лесу, а Нил угоняет бронетранспортёр и расстреливает остальных преследователей. Рик и его товарищи перехватывают грузовик с боеголовкой. Рик связывается с директором ЦРУ и получает приказ добраться до заброшенного аэродрома и откуда их заберут и доставят в Москву. Вместо этого прилетает вертолёт с армейским спецназом, поэтому героям приходится снова спасаться бегством, отстреливаясь от врагов. Военные обнаруживают грузовик, однако не находят боеголовки. Рик уничтожает их выстрелом из гранатомёта РПГ-7.
В безопасном месте, недалеко от Сочи, Наталье удаётся разрядить боеголовку. Между Риком и Натальей возникают романтические отношения. Билл уходит ночью, так как никто не принял его предложение продать ядерную бомбу. На следующее утро военный вертолёт начинает преследовать группу, но Рик уничтожает его гранатой. В очередной раз чудом оставшись в живых, команда добирается до побережья, где стоит ожидающий их катер и Билли. Он пытается продать боеголовку террористам из ХАМАСа за 10 миллионов долларов. Рик не соглашается с таким поворотом событий, и тогда лидер террористов Рашид убивает владельца катера, Али. Завязывается перестрелка, в ходе которой гибнут все терроисты, а Джоуи получает ранение и умирает на руках Билли.
В конце фильма герои, собравшись на катере, сбрасывают боеголовку и тело Джоуи в Чёрное море.

## В ролях
- Дэниэл Бернхардт — Рик Хэлси, агент ЦРУ
- Марина Могилевская — Наталья Поровская, учёный
- Деннис ЛаВалль — Нил
- Стив Пэрриш — Билли
- Майкл Буната — Джоуи
- Николай Карпенко — Леонид Верчик
- Олег Меленевский — полковник Иван Поровский
- Хью Дэйн — директор ЦРУ
- Валентин Богданов — генерал Азимов
- Людмила Брусенцова — Люси
- Сергей Головкин — офицер КГБ
- Игорь Гузун — террорист в автобусе
- Борис Некрасов — администратор тюрьмы
- Джефф Прюитт — наркоторговец
- Антон Ерак — агент КГБ
- Борис Черакасов - майор Любов

## Производство
Основой для сюжета фильма послужил одноимённый рассказ Кристофера Пирса. Съёмки начались в 1996 году на Украине, на полуострове Крым, в городах Севастополь и Инкерман. Сцены, место действия которых происходит в США, сняты в Лос-Анджелесе и Нью-Йорке. В съёмках были задействованы американские, украинские и российские актёры и каскадёры. Постановкой боевых сцен занимался сам Дэниэл Бернхардт.
Несмотря на то, что фильм был готов ещё в 1997, премьера состоялась лишь 3 мая 2000 года в Давао, на Филиппинах.

## Саундтрек
Музыку к фильму написал композитор Терри Пламери. Главная музыкальная тема «Черноморского рейда» звучит в исполнении Государственного академического симфонического оркестра России.